# Човгузівська сільська рада
Човгу́зівська сільська́ ра́да — адміністративно-територіальна одиниця та орган місцевого самоврядування в Теофіпольському районі Хмельницької області. Адміністративний центр — село Човгузів.

## Загальні відомості
Човгузівська сільська рада утворена в 1922 році.
- Територія ради: 30,879 км²
- Населення ради: 879 осіб (станом на 2001 рік)
- Територією ради протікає річка Полква

## Населені пункти
Сільській раді підпорядковані населені пункти:
- с. Човгузів
- с. Антонівка
- с. Вовківці

## Склад ради
Рада складається з 14 депутатів та голови.
- Голова ради: Ткачук Григорій Іванович
- Секретар ради: Гетманчук Раїса Володимирівна

### Керівний склад попередніх скликань
| Прізвище, ім'я, по батькові | Основні відомості                                                         | Дата обрання | Дата звільнення |
| --------------------------- | ------------------------------------------------------------------------- | ------------ | --------------- |
| Мацюк Петро Миколайович     | Сільський голова, 1952 року народження, член Народної партії              | 26.03.2006   | 31.10.2010      |
| Ткачук Григорій Іванович    | Сільський голова, 1965 року народження, освіта вища, член Народної партії | 31.10.2010   |                 |

Примітка: таблиця складена за даними сайту Верховної Ради України

### Депутати
За результатами місцевих виборів 2010 року депутатами ради стали:

#### За суб'єктами висування
| Суб'єкт висування           | Кількість обраних депутатів | %    |
| --------------------------- | --------------------------- | ---- |
| Народна партія              | 9                           | 64,3 |
| Самовисування               | 3                           | 21,4 |
| Комуністична партія України | 1                           | 7,1  |
| Партія «Справедливість»     | 1                           | 7,1  |

#### За округами
| № округу                    | Прізвище, ім'я, по батькові   | Дата визнання обраним | Освіта             | Партійна приналежність       | Відомості про обраного депутата                               |
| --------------------------- | ----------------------------- | --------------------- | ------------------ | ---------------------------- | ------------------------------------------------------------- |
| Комуністична партія України |                               |                       |                    |                              |                                                               |
| 11                          | Данік Олександр Петрович      | 01.11.2010            | середня            | позапартійний                | тимчасово не працює                                           |
| Народна Партія              |                               |                       |                    |                              |                                                               |
| 3                           | Шовкомуд Оксана Петрівна      | 01.11.2010            | вища               | позапартійна                 | Човгузівська загальноосвітня школа І-ІІ ст., педагог          |
| 4                           | Гуцало Наталія Миколаївна     | 01.11.2010            | середня спеціальна | позапартійна                 | фельдшерсько-акушерський пункт с. Вовківці, фельдшер          |
| 5                           | Іщук Віталій Віталійович      | 01.11.2010            | вища               | член Народної партії         | пенсіонер                                                     |
| 6                           | Микитюк Наталія Іванівна      | 01.11.2010            | середня спеціальна | позапартійна                 | ТОВ «Баланс», завідувачка ферми                               |
| 7                           | Клапощук Олександр Григорович | 01.11.2010            | середня            | член Народної партії         | ТОВ «Баланс», завідувач ферми                                 |
| 8                           | Мацюк Петро Миколайович       | 01.11.2010            | середня спеціальна | член Народної партії         | Човгузівська сільська рада, сільський голова                  |
| 10                          | Федорчак Юрій Олегович        | 01.11.2010            | вища               | член Народної партії         | ТОВ «Баланс», директор                                        |
| 12                          | Бульбах Петро Миколайович     | 01.11.2010            | середня            | позапартійний                | ТОВ «Баланс», водій                                           |
| 14                          | Гетманчук Раїса Володимирівна | 01.11.2010            | вища               | член Народної партії         | Човгузівська сільська рада, секретар                          |
| Партія «Справедливість»     |                               |                       |                    |                              |                                                               |
| 13                          | Мусєвич Лариса Володимирівна  | 01.11.2010            | вища               | член Партії «Справедливість» | Теофіпольський районний центр зайнятості, головний спеціаліст |
| Самовисування               |                               |                       |                    |                              |                                                               |
| 1                           | Бульбах Людмила Миколаївна    | 01.11.2010            | середня спеціальна | позапартійна                 | Човгузівська сільська рада, бухгалтер                         |
| 2                           | Каштан Інна Петрівна          | 01.11.2010            | вища               | позапартійна                 | Човгузівська загальноосвітня школа І-ІІ ст., педагог          |
| 9                           | Бульбах Оксана Петрівна       | 08.11.2010            | середня спеціальна | позапартійна                 | приватний підприємець                                         |